# Gustav Claessen
Gustav Claessen (* 26. August 1816 in Erkelenz; † 25. August 1875 ebenda) war ein preußischer Landrat des Kreises Erkelenz, Jurist und Politiker.

## Leben
Der Katholik Gustav Claessen war ein Sohn des Justizrats Mathias Augustin Claessen und dessen Ehefrau Franziska, geborene Korschilgen. Nach dem Besuch eines Gymnasiums in Düren und der abgelegten Reifeprüfung im Jahr 1836 absolvierte er bis 1839 ein Studium der Rechtswissenschaften in Bonn und Heidelberg. Am 29. September 1839 legte er die Erste Juristische Prüfung ab und am 13. Februar 1843 wurde er Auskultator beim Landgericht Aachen. Nach der Ernennung zum Gerichtsreferendar am 25. Mai 1844 (Vereidigung am 17. Juni 1844), war er ab dem 3. März 1848 als Advokat tätig. Am 16. August 1850 wurde er zum kommissarischen Landrat des Kreises Erkelenz ernannt, dem am 12. Juni 1852 die definitive Ernennung zum 1. Juli 1852 folgte (Amtsantritt war der 9. August 1852). Claessen verstarb  einen Tag vor seinem 59. Geburtstag am 25. August 1875 im Dienst.

## Politik
Claessen war Mitglied der liberal-konservativen Partei und Mitglied des Landtags in der 10. Legislaturperiode (wurde 1869 nachgewählt).

## Familie
Gustav Claessen heiratete am 16. Oktober 1849 in Erkelenz (?) Maria Elisabeth Josephina Printzen (* 26. September 1826 in Erkelenz; † 22. November 1864 ebenda), Tochter des Johannes Aegidius Balthasar Printzen und dessen Ehefrau Maria Johanna, geborene Thevissen.